# أورسن سكوت كارد
أورسن سكوت كارد (بالإنجليزية: Orson Scott Card)‏ (وُلد في 24 أغسطس من عام 1951)، وهو روائي وناقد وخطيب وكاتب مقالات وكاتب عمود أمريكي. تستند أعماله إلى العديد من الأنواع الأدبية، لكنه اشتهر بفضل أعماله في الخيال العلمي. فازت روايته لعبة إندر (1985) والجزء الثاني منها المتحدث باسم الموتى (1986) بجائزتي هوغو ونيبولا، الأمر الذي جعل من كارد أول مؤلف يفوز بأفضل جائزتين أمريكيتين في أدب الخيال العلمي لسنتين متتاليتين. أُصدر فيلم روائي طويل مقتبس عن روايته لعبة إندر في عام 2013، وشارك كارد في إنتاجه. ألف كارد السلسلة الروائية حكايات آلفين ميكر (1987-2003)، ليفوز بها بجائزة لوكوس لأدب الخيال.
وُلد كارد -وهو حفيد حفيد بريغهام يونغ- في مدينة ريتشلاند في ولاية واشنطن، ونشأ في ولايتي يوتاه وكاليفورنيا. أُدّيت مسرحياته على خشبة المسرح بينما كان مايزال طالبًا في جامعة بريغهام يونغ. خدم كارد بصفته مبشرًا لكنيسة يسوع المسيح لقديسي الأيام الأخيرة، وترأس مسرحًا عامًا لصيفين. نشر كارد 27 قصةً قصيرةً بين عامي 1978 و1979، وفاز بجائزة جون دبليو. كامبل لأفضل كاتب جديد في عام 1978. حصل كارد على درجة الماجستير في اللغة الإنجليزية من جامعة يوتا في عام 1981. نشط كارد في كتابة روايات الخيال العلمي، والخيال، والواقع، والخيال التاريخي خلال فترة ثمانينات القرن المنصرم. استمر كارد في إنتاجيته الغزيرة، إذ نشر أكثر من 50 روايةً وما يفوق 45 قصةً قصيرةً.
تأثرت أعمال كارد بكل من الأدب الكلاسيكي والخيال الشعبي والخيال العلمي، بالإضافة إلى استخدامه لاستعارات مستوحاة من خيال النوع. استفاد كارد من خبرته في كتابة السيناريو، إذ استخدم قالبًا سهل الفهم وركّز على تطور الشخصيات في أعماله، ولو أن بعض النقاد لم يعجبوا بتصويره لشخصياته الروائية. اعُتبرت روايات كارد الأولى مبتكرةً على الرغم من احتواءها على عنف تصويري. غالبًا ما تنطوي روايات كارد على شخصيات ذات مواهب استثنائية ومجبرة على اتخاذ قرارات صعبة، كتلك التي تتعلق بمصير شعب على المحك مثلًا. كتب كارد العديد من التعليقات السياسية والدينية والاجتماعية في أعمدته وأعماله الأخرى. أثارت معارضة كارد للمثلية الجنسية انتقادًا جماهيريًا، الأمر الذي أسفر عن حملة مقاطعة لفيلم إيندرز غيم (لعبة أندر) في عام 2013.
يعمل كارد أستاذًا للغة الإنجليزية في جامعة جنوب فرجينيا. ألف كارد كتابين حول الكتابة الإبداعية، وعمل بصفته أحد حكام مسابقة كتّاب المستقبل. يُعتبر كارد عضوًا ممارسًا في كنيسة يسوع المسيح لقديسي الأيام الأخيرة، حيث درّس العديد من الكتّاب الناجحين في «معسكرات التدريب الأدبية»، بما في ذلك كتّاب الخيال الأعضاء في كنيسة يسوع المسيح لقديسي الأيام الأخيرة مثل ستيفاني ماير وبراندون ساندرسون وديف ولفيرتون، الذين أشادوا بفضل أعماله وتأثيرها عليهم.

## وصلات خارجية
- أورسن سكوت كارد على موقع IMDb (الإنجليزية)
- أورسن سكوت كارد على موقع ميوزك برينز (الإنجليزية)
- أورسن سكوت كارد على موقع إن إن دي بي (الإنجليزية)
- أورسن سكوت كارد على موقع ديسكوغز (الإنجليزية)
- أورسن سكوت كارد على موقع قاعدة بيانات الفيلم (الإنجليزية)

أورسن سكوت كارد  على قاعدة بيانات الخيال التأملي على الإنترنت
- الموقع الإلكتروني